# Megaceron
Megaceron är ett släkte av skalbaggar. Megaceron ingår i familjen långhorningar.
Kladogram enligt Catalogue of Life:
| Megaceron | \| \| Megaceron antennicrassum \| \| \| \| \| \| Megaceron australe \| \| \| \| |
|           | \| \| Megaceron antennicrassum \| \| \| \| \| \| Megaceron australe \| \| \| \| |
|           | Megaceron antennicrassum                                                        |
|           |                                                                                 |
|           | Megaceron australe                                                              |
|           |                                                                                 |